# 松前嘉広
松前 嘉広（まつまえ よしひろ）は、江戸時代前期から中期にかけての旗本。京都東町奉行、江戸南町奉行、大目付。官位は従五位下・伊豆守。

## 略歴
松前泰広の長男として誕生。
家禄として当初の石高は1千100石。書院番となり、以降は使番、目付を歴任したのち、元禄5年（1692年）4月14日、京都東町奉行となり500石を加増される。元禄10年（1697年）4月14日、江戸南町奉行となる。嘉広の町奉行在任中の元禄15年（1702年）12月14日、赤穂浪士による吉良邸討ち入り事件が起こる（赤穂事件）。事件後、犯人らの処分について、幕閣では助命か切腹かで意見は割れたが、嘉広は事件に対し、過去に類を見ない忠義の事件であるとして感激していたとする話が伝わる。元禄16年（1703年）11月13日、大目付に転進し、加増されて2000石となる。宝永2年（1705年）、江戸城本丸留守居となりさらに600石加増される。
享保16年（1731年）、死去。享年80。家督は婿養子・勝広（かつひろ、北条氏平の次男で嘉広の従兄弟にあたる）が継いだ。他に猶子として松前道広（みちひろ、旗本）がいる。

## 系譜
- 父：松前泰広（1625-1680）
- 母：北条氏長の娘
- 正室：山田重安の娘
- 生母不明の子女
  - 女子：松前勝広室
- 養子
  - 男子：松前勝広 - 北条氏平の次男
- 猶子
  - 男子：松前道広